# Hans Regina von Nack
Hans Regina von Nack, celým jménem Johann Regina von Nack-Meyroser (21. srpna 1894 Smíchov – 14. července 1976 Vídeň) byl německy píšící novinář, spisovatel a překladatel, původem z Prahy. Byl autorem německých verzí populárních českých písní jako „Cikánka“ Karla Vacka nebo písně k německé verzi filmu C. a k. polní maršálek.

## Život

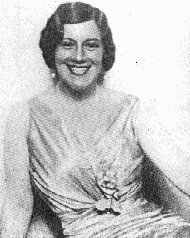
Zpěvačka Milada Narenta, manželka H. R. Nacka, 1933

Narodil se jako jediný syn pražského advokáta Jana Nacka (1854–1928) a jeho manželky Kateřiny (Kitty), rozené Grohmannové (1866–??). Otec se později stal c. k. dvorním radou a byl roku 1913 povýšen do šlechtického stavu; právo užívat šlechtický titul Nack-Meyroser, šlechtic z Meybergu získal i jeho syn.
Maturoval na malostranském gymnáziu, studia práv na pražské německé univerzitě neukončil. Již jako devatenáctiletý (v roce 1913) byl v tisku uveden jako autor kupletů.
Ve třicátých letech dvacátého století byl Hans Regina von Nack autorem německých textů k většině tanečních písní vycházejících v Praze v němčině.Stal se dlouholetým kulturním redaktorem listu Prager Abendblatt. Šéfredaktorem tohoto listu byl od prosince 1925 do ledna 1935. Současně byl úspěšným autorem románů (zejména detektivních) a divadelních her. Jeho manželkou byla zpěvačka Milada Narenta; pro židovský původ byla za války vězněna v koncentračním táboře. Po roce 1945 se Nack s manželkou usadil ve Vídni, kde byl spisovatelem na volné noze. V této době produkoval též jednoduchou, tzv. „triviální sešitkovou“ literaturu.

### Ocenění
V roce 1970 byl v Rakousku oceněn Cenou Theodora Körnera.

## Dílo

### Literární dílo
- V němčině (knižní vydání):

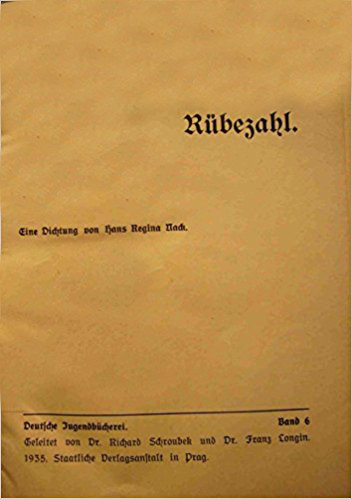
H. R. Nack: Rübezahl, obálka, 1935

  - Der Lyrische Dichter (Lyrický básník, veselohra, Praha, vlastním nákladem, 1916)
  - Kranke Lust (Nemocná vášeň, Praha, Gustav Fanta, dědicové, 1921)
  - Rübezahl (Krakonoš, pohádka, Drážďany, Aurora, 1921 a Praha, Státní nakladatelství, 1935)
  - Ehepaar verlobt sich (Manželé se zasnubují, Halle, Fünf Türme, 1934)
  - Zeit und Weg (Čas a cesta, verše, Vídeň, 1954)

- V němčině (divadelní představení provozovaná Německým divadlem v Praze):[9]
  - Olga von Wolga (opereta, Olga od Volhy, malá scéna Německého divadla, Praha, 1928)[10]
  - Alarm im Radio (Poplach v rozhlase, Německé divadlo, Praha, 1937)
  - Acht Ruder im Takt (Osmero vesel v taktu, Německé divadlo, Praha, 1937)

- V češtině:
  - Vila smrti (Detektivní román, přeložil Jan Grmela, Praha, Sfinx, 1931)
  - Vražda o půlnoci (Detektivní román, přeložil Jan Grmela, Praha, Sfinx, Bohumil Janda, 1931)
  - Schararaka (Detektivní román, přeložil Jan Grmela, Praha, Sfinx, Bohumil Janda, 1932)
  - Zázračný kaktus (Opuncie) (Prominentní komedie o 3 jednáních, autoři Max Brod, H.R. Nack, přeložil Jan Grmela, V Praze, Evžen J. Rosendorf, 1934
  - Ruce vzhůru! (exotická komedie o třech dějstvích, autoři Miloš Kareš a H.R. Nack, hudební vložky Václav Smetáček, Praha, Otakar Štorch-Marien, 1936)

- Texty k písním (v němčině):
  - La Florida d’amour (hudebnina, slova H.R. Nack, hudba, Paul Manheim, Praha, A. Neubert, rok vydání neurčen)
  - Mausi (hudebnina, Paso-doble, slova Beda a H. R. Nack, hudba Jára Beneš, Praha, Accord, cca 1926)
  - Schatz, du musst mich küssen! (hudebnina, text H. R. v. Nack, hudba Paul Manheim, Praha, Accord, cca 1926)
  - Habt acht! (Pochod z německé verze filmu C. a k. polní maršálek - Der falsche Feldmarschall, hudba Jára Beneš, Vídeň, Friedrich Hofmeiser, Figaro-Verlag, 1930 a Berlín, Bebo-Ton-Verlag, cca 1931)
  - Zigeunerin, tanze! (hudebnina Cikánka/Cikánko ty krásná, píseň a tango, hudba Karel Vacek, Praha, F. Kovářík, cca 1932)
  - Sag´ es mir noch einmal (hudebnina, Nikdy se nevrátí pohádka mládí, píseň a tango, hudba Karel Vacek, Praha, F. Kovářík, cca 1933)

### Filmografie
- Autor námětu:
  - 1937, Poslíček lásky (režie Miroslav Cikán, hlavní role Rolf Wanka a Hana Vítová)

- Scenárista:
  - 1938, Boží mlýny (německá verze Die Gottes Mühlen, scénář Hans Regina von Nack spolu s Josefem Neubergem)
  - 1938 Falešná kočička (německá verze Heiraten, aber wen?)

- Textař:
  - 1930 Der falsche Feldmarschal (německá verze filmu C. a k. polní maršálek, režie Karel Lamač, hlavní role Vlasta Burian)

## Zajímavost
Dnes zapomenutý spisovatel byl ve své době všeobecně známý autor. Blízké byly i jeho vztahy k dalším pražským německým intelektuálům (nejen Maxi Brodovi, se kterým přímo spolupracoval). O tom svědčí historka zveřejněná v Pestrém týdnu roku 1927:
| „                            | H. R. Nack, spisovatel detektivek, kynolog, sportsman a milovník přírody jede ve vlaku s Kischem. Kisch dříme a Nack se dívá z okna. Pojednou vykřikne: „Podívejte se, zajíc!“ Kisch neříká nic. Za chvíli začne podřimovat Nack. Jakmile usnul, Kisch vykřikne: „Podívejte se, strom!“ | “ |
| — Pestrý týden, 12. 12. 1931 | |   |